# Michel Calvet
Pour les articles homonymes, voir Calvet.
Michel Marie Calvet, né le 3 avril 1944 à Autun en Saône-et-Loire, est un évêque catholique français, père mariste et archevêque de Nouméa en Nouvelle-Calédonie de 1981 à 2025.

## Biographie

### Formation
Après avoir obtenu une licence de mathématiques à l'Université de Lyon, il a suivi sa formation vers la prêtrise à l'Institut catholique de Lyon où il a obtenu une licence en théologie.

## Principaux ministères
Il a été ordonné prêtre le 28 avril 1973 pour la Société de Marie (Pères maristes).
Six ans plus tard, il est nommé évêque auxiliaire de Nouméa (Nouvelle-Calédonie) le 4 juillet 1979, et reçoit le titre d'évêque titulaire de Nigrae Maiores (de). Il est consacré le 4 novembre suivant par Eugène Klein, archevêque de Nouméa, auquel il succède le 19 juin 1981, assisté par Laurent Fuahea, évêque de Wallis-et-Futuna et Michel Coppenrath, archevêque de Papeete.
Il est président de la Conférence épiscopale du Pacifique (CEPAC) entre 1996 et 2003 et vice-président de la Fédération des conférences épiscopales d'Océanie (FCBCO).
Au sein de la Curie romaine, il est consulteur de la Congrégation pour l'évangélisation des peuples et membre de la Congrégation pour le culte divin et la discipline des sacrements.
Sa démission est acceptée le 14 janvier 2025.

## Succession apostolique
Michel Calvet a ordonné les évêques suivants :
- Évêque John Bosco Baremes, S.M. (2010)
- Archevêque Jean-Pierre Edmond Cottanceau, SS.CC. (2017)
- Archevêque Susitino Sionepoe, S.M. (2019)